# 絶対可憐チルドレン
『絶対可憐チルドレン』（ぜったいかれんチルドレン）は、椎名高志による日本の漫画作品。世界でトップクラスの超能力を持つ3人の少女と、彼女らに翻弄される上司兼教育係で非エスパーの天才科学者である青年が、様々な事件を解決していくコメディアクション。通称『絶チル』。
2008年のテレビアニメ化を皮切りに様々な媒体へのメディアミックスも行われている。

## 概要
小学館の『少年サンデー超増刊』2003年7月号に掲載された同名の読切作品を元に、『週刊少年サンデー』2004年39号から42号にかけて4話の短期集中連載として掲載。この短期集中連載が好評であったため、同誌2005年第33号より本格的な連載が開始された。本連載は短期集中連載版の続編として始まっているため、短期集中連載版と本連載版は完全に世界設定を共有している。しかし短期集中連載を開始するにあたって設定を見直しているため、読切版とは異なる点がある。2014年13号にて中学生編の完結で物語が一区切りついたため休載し、2014年39号より高校生編が最終章として再開。2021年33号をもって完結した。
単行本の累計発行部数は2012年7月時点で600万部を突破している。また2008年にはガイドブックとして『絶対可憐チルドレン《解禁》ガイドブック+椎名高志ワークス』 が少年サンデーコミックススペシャルより発行されている。
連載終了後の2022年には第53回星雲賞コミック部門を受賞した。

## あらすじ
21世紀、超能力者（エスパー）は増え続けていた。彼らは軍事、外交、経済等あらゆる分野で活躍し、国際競争の鍵を握っていた。しかし、最高ランクである超度7のエスパーは日本国内に三人しか確認されていなかった。その三人とは明石薫、野上葵、三宮紫穂で、いずれも10歳（物語開始時点）の少女であり、内務省特務機関超能力支援研究局・通称「B.A.B.E.L.（バベル）」においてチーム「ザ・チルドレン」として働いていた。
優秀な超能力研究者である皆本光一は、能力を見こまれてザ・チルドレンの現場運用主任となり、指揮官として数々のミッションを共に解決していく中で、チルドレンの信頼を得る。彼らに見守られながらチルドレンたちは成長していく。

### 小学生編
チルドレンの三人は、指揮官となった皆本のマンションに同居して公私ともに共に過ごすようになる。さらに彼の計らいによって非能力者（ノーマル）の子供も通う小学校に編入することになり、ノーマルの少年東野将や弱いテレパシーの持ち主である花井ちさとを始めとする多くの友人に出会う（2巻）。
予知能力をもつイルカである伊-九号は、その戦いの果てに皆本が薫を射殺する未来を皆本に提示する（1巻）。以降中学生編完結まで、この未来の回避が皆本とバベルにとっての最重要課題の一つとなる。チルドレンの前に、犯罪組織「P.A.N.D.R.A（パンドラ）」を率いる複合能力者・兵部京介が現れる。兵部はバベルとは敵対する立場だが、チルドレンに対しては極めて親切であった。その理由は、近い将来にエスパーと普通人との間に戦争が勃発し、ザ・チルドレンがパンドラのリーダーとなって普通人と戦うと予知されているからであった（3巻）。
また、エスパーを洗脳して兵器として利用する犯罪組織「黒い幽霊（ブラックファントム）」の存在が明らかとなる。ブラックファントムから送り込まれた洗脳エスパーであるバレット、ティムと対決したチルドレンは、3人の力をひとつに合わせる技術である「トリプルブースト」を応用した新しい合成能力「フォースオブアブソリューション」を生み出し、彼らの洗脳を解くことに成功する（11、12巻）。その後もチルドレンと皆本は様々な形で兵部の干渉をうけ、また犯罪者エスパーたちと対決するが、その都度課題を克服し、結束を深めていく。

### 中学生編
チルドレンは中学校に進学し、花井ちさとらは再びクラスメートとなる。さらに、物静かな少女、雲居悠理が仲良しグループに加わる（16巻）。後に、パンドラに所属するエスパーの子どもたちやバレット、ティムがチルドレンの通う中学校に編入してきてクラスメートとなり、学校内では超能力を一切使わずに問題を解決する約束で共に学校生活を送る（21巻）。
チルドレンの前に、「ファントム・ドーター」を名乗る覆面の少女が現れ、戦いを挑んでくる（16巻）。その正体はブラックファントムのヒュプノ使いであるユーリであり、エスパーの洗脳を手がけている張本人であった。彼女は多重人格者であり、ファントムドーターも雲井悠理も彼女の人格の一つだったのである。「悠里」はトリプルブーストに関する情報収集と薫の洗脳を果たすために作られた人格であった。「悠理」でいるときのユーリにはエスパーやブラックファントムのメンバーとしての自覚はなく、純粋にチルドレン、特に薫との友情を深めることを願っていた。
ユーリの中には他の人格とは出自の異なる「フェザー」を自称する人格も宿っていた。フェザーは様々な種類の極めて強力な超能力を発揮し、ユーリ、チルドレン、皆本らの行動に干渉し続ける（23巻）。フェザーの行動を監視していた兵部はユーリの正体に気づき、ヒュプノ戦を演じて悠理以外の人格を封印する（24巻）。その後、賢木の協力を得てユーリに付き従う少女・ナイの額に埋め込まれていた爆弾を除去する事に成功した兵部は、ブラックファントムと決着をつけるべく、単独でブラックファントムの拠点の一つであるエゲレスの屋敷を襲撃。そこで、幹部でありユーリの実兄でもあるギリアムと直接対峙した兵部は、対決の末に瀕死の重傷を負ってしまうも、フェザーの協力を借りる形で虚数空間に自らを封じ、フェザーを構成していたレアメタルポリマーには人格をバックアップする。このバックアップ人格は子供時代の兵部の姿をとり、「京介」として皆本やチルドレンと共に過ごすことになる（31巻）。
ユーリは、兵部やフェザーとの対決や友人たちとの交流を経て人格の再統合を果たす。ブラックファントムとの決別を決意し、自身についての学校・バベル・パンドラ関係者の一切の記憶と記録を抹消して彼らの前から姿を消し、ギリアムに戦いを挑む（35巻）も、敗北し逆に囚われてしまう（37巻）。ユーリの正体に気づいたチルドレンとパンドラ幹部たちはユーリを救うための戦いに挑む。再洗脳されたユーリはヒュプノを駆使した熾烈な戦いを仕掛け、「京介」は斃れてしまうが、引き換えに兵部が復活、さらにフェザーも現れる（37巻）。フェザーの正体は、超能力者たちがノーマルと戦う悲惨な未来における薫を中心としたエスパーの精神の集合体であり、その未来を変えるべく過去に遡ってきたのであった。フェザーの一部となっていた「未来のユーリ」とチルドレンたちの働きかけで、ユーリにかけられた洗脳は解かれる（39巻）。ユーリはもうひとつの超能力者支援組織である「財団」に引き取られることになる。しかし、ギリアムとクローンエスパーたちは決着が着く直前に行方をくらましていた。
フェザーと兵部は、未来が書き換えられたことを確認する。役目を終えたフェザーはそのまま消滅することも覚悟するが、真相を悟ったチルドレンは、自分たちの創る未来に来て自分たちと一緒になればいいと提案する。チルドレンの成長を目の当たりにしたフェザーは安心し、自分たちはどこにもいかず未来を見届けると言い残して姿を消す（39巻）。

### 高校生編
チルドレンとパンドラの子供たちは中学課程を終え、持ち上がりで高校課程に進級することになる。皆本は年頃になったチルドレンとの同居生活の解消を決断し、3人は薫の実家に転居することになる。
進級に伴い、新たに松風浩一という男子生徒がクラスメートに加わる。彼には小学生時代に特務エスパーとしてのチルドレンに救助された経験があった。通常、任務中の特務エスパーと接触した一般人は機密保持のために記憶の改竄を受けるのだが、松風には「完全視覚記憶」という特殊な能力があったためヒュプノに高い耐性があり、記憶の改変を免れていた。松風に指揮官としての資質を見出した皆本は、彼をチルドレンの仮メンバーとし、指揮官見習いをやらせる事にする。兵部京介は、かつての悠理と同じく松風もブラックファントムの工作によって送り込まれたのではないかと疑い、生徒会長として学校に乗り込むと、ヒュプノを応用したテストをしかける。テストの結果は彼の予想とは異なっていたが、兵部は今後も目を離さないと宣言する。
ブラックファントムの洗脳エスパーたちによるチルドレンやバベルへの攻撃は絶え間なく続いていた。そんな中、財団に身を寄せていた悠理が日本に戻り、第4のチルドレンとしてバベルに加わることになる。しかし一方で、ブラックファントムにおいても異変が起きていた。赤字も厭わない形でバベルやパンドラに攻撃を仕掛け続ける組織のやり方に疑念を持った側近のテオドールは、首領のブラックファントムがギリアムに操られている事実に気付くが、そこに姿を現したギリアムによって、テオドールは「内側で抑圧されていた感情を解放させる形」でヒュプノを掛けられた結果、ファンキーな裸族へと変貌してしまい、改めてギリアムに忠誠を誓う。これと同じ手法のヒュプノに利用価値を見出していたギリアムは、バベルやパンドラのメンバー同士の絆を崩壊させる事を画策。それによって、皆本やザ・チルドレンのメンバーは、かつて無いまでの危機に陥ってしまう事になるのだった。
以上、単行本46巻まで。

## 登場人物
多くの登場人物の名前は『源氏物語』にちなんで名付けられている。
ザ・チルドレン
バベル所属の特務エスパーチームで、超能力が必要な犯罪捜査や救助活動などを行う。レベル7の超能力を持つ少女3人と運用主任の4名で構成。
作品内で時間経過があるため、最初10歳（小学4年生）だったチルドレンも、第10巻7th sense以降は小学5年生、第15巻10th sense以降は小学6年生、第16巻3rd sense以降は中学1年生、第29巻5th sense以降は中学2年生、 第40巻1st sense以降は高校1年生になっている。
明石 薫 （あかし かおる）
念動能力者（サイコキノ）。攻撃・防御・高速移動などに能力を発揮。
予知において20歳時にはパンドラに所属。「破壊の女王（クィーン・オブ・カタストロフィー）」と呼ばれ、B.A.B.E.Lと対立することとなる。
野上 葵（のがみ あおい）
瞬間移動能力者（テレポーター）。運搬・高速移動・敵の拘束などに能力を発揮。付随する空間把握能力で索敵などにも力を発揮する。
予知において20歳時には「光速の女神（ライトスピード・ゴッデス）」と呼ばれ、紫穂とともにパンドラに加わっている。
三宮 紫穂（さんのみや しほ）
接触感応能力者（サイコメトラー）で触れたものや人物の情報を読み取れるため、主に情報収集を担う。またこの能力を応用してあらゆる道具類を即座に使いこなすことができる。
予知において20歳時には「禁断の女帝（アンタッチャブル・エンプレス）」と呼ばれ、葵とともにパンドラに加わっている。
皆本 光一（みなもと こういち）
ザ・チルドレンの現場運用主任で階級は二尉。初登場時は20歳。中学生編以降ではチルドレンの補佐を目的としたサポートチームの指揮官も兼任している。
高知能であったために幼少より特別教育プログラムへと進学し、コメリカへと留学。ESP研究員としてバベルに入局する。しかし特別待遇を受ける子供のつらさや寂しさを理解できるであろうと、ザ・チルドレンの現場主任に抜擢される。

## 登場する組織・国家・勢力
B.A.B.E.L.（バベル）

日本国内の超能力政策を担当する政府機関で、正式名称は内務省特務機関超能力支援研究局。超能力支援研究局の英称「BAse of Backing Esp. Laboratory」からB.A.B.E.L.（バベル）と通称される。
P.A.N.D.R.A（パンドラ）
「普通人（ノーマル）を滅ぼし、その支配からエスパーを解放してエスパーだけの世界を作る」ことを理念とする革命組織。何の略称かは不明。兵部京介をリーダーとし、幹部は真木司郎、加納紅葉、藤浦葉の3人。超度7こそいないが、エスパーの数と戦力は既にバベルを上回る（構成員がエスパーのみであることも大きい）。主に紛争で親を失ったり、能力を軍事利用されていた者や、周囲から迫害を受けたり、組織（バベルを含む）から冷遇を受けたエスパーらが保護や勧誘を受け多く所属している。
活動資金は豊富で、表世界では「Pandra Box Soft」という世界最大級のコンピューターOS会社を所有し、資金を稼いでいる。その一方で銀行強盗や危険物の取引といった犯罪行為も厭わない。中学生編では、裏工作でロビエト国籍とその外交官特権も手に入れた上、日本政府にも圧力をかけ警察庁のデータバンクから犯罪者としての情報を削除させたため、バベルは公的にパンドラに手を出すことができなくなっている。
本拠地は豪華客船クイーン・オブ・カタストロフィ号（アニメでは当初は無人島を拠点にしており、最終話にて大勢のエスパーを拘束していた客船を奪取した）。超能力によりレーダーや衛星による探知を無効化し、非常時には飛行もできる。また、潜水艦アンタッチャブル号も所持している。合成能力者が作った空間ホールをマンションなどあちこちに設置し、アジトとの行き来に利用している。
予知されている未来の戦争の主導的存在である「黒い幽霊」を排除し、自分たちの手で普通人との戦争を主導することが組織としての目的であり、「黒い幽霊」にとらわれたエスパーを解放する組織というカラーも持っている。バベルとは本来は反目し合う関係だが、「黒い幽霊」との対決が本格化すると、共闘や情報交換を頻繁に行うようになっている。また、パンドラの子どもたちの一部はチルドレンと同じ学校に通い、クラスメートとして交流している。
黒い幽霊（ブラック・ファントム）
普通人による殺し屋組織。元は武器商人だった一富豪が超能力への憎悪を元に構築した。ブラック・ファントムの娘ユーリの持つ魔法使い（ウィザード）級の催眠能力を用いて、攫ったエスパーを洗脳し、道具として扱う。兵部曰く「エスパーの天敵」。構成員は自身の能力に由来するコードネームを与えられており、体の一部に1ヶ所、QRコードのタトゥーがある。構成員達の洗脳は非常に強力で、自分の死すら厭わない。その洗脳を解除できるのは現状チルドレンのブーストのみである。中学生編では複数の催眠能力者を使うことでユーリ並みの洗脳を施された者も登場しているが、ユーリの能力には遠く及ばず、抹殺指令を受けても自滅プログラムが作動しないことがある。
チルドレンがB.A.B.E.L.と敵対する未来における、エスパー対ノーマルの戦争の主導的存在。
アニメ版においてはすべてのエスパーを自分達で支配することが目的であり、パンドラがエスパーを導く存在と言っているチルドレンを抹殺しようとした。
普通の人々（ふつうのひとびと）
超能力排斥を訴える反エスパー団体。エスパーは人類文明の破壊者であるとし、エスパー追放を目的として掲げている。場合によっては一般人を巻き込んだ実力行使も辞さない過激な団体。
「我々はどこにでもいる」のスローガン通り、自衛隊を含む至る所に普通人の支持者がおり、武器や新型ECMを容易に入手できる。しかし、組織の横のつながりは強固ではない。
読切版では『サザエさん』、短期集中連載では『渡る世間は鬼ばかり』のパロディキャラが登場したが、連載開始以降は、『バビル2世』のコスプレをしたことがあるだけで、基本的に正規活動中は全員、黒いスーツに幅広のサングラスを着用している。
登場回はコミックス１巻、2巻、9巻、20巻。
コメリカ合衆国（コメリカがっしゅうこく）
漢字表記は「米国」。太平洋戦争で日本と戦争したが、現在は同盟関係にあり、エスパーチーム「ザ・リバティーベルズ」を日本に駐在させている。皆本と賢木が留学していたのもこの国である。
インパラヘン王国
世界最小だが世界最大の希少金属（レアメタル）輸出国。エスパーの巫女が王室顧問を務める。レアメタルの結晶でできた賢者の像があり、その玉座に座り息を引き取ったエスパーの魂（残留思念）は死後も像に宿り生き続け、それを次代の巫女が接触感応で読み取ることで能力と精神を引き継ぐことができる。
ロビエト連邦
サルモネラ大統領が元首を務める国家。パンドラメンバーは経済・軍事協力と引き換えにロビエト国籍を得ており、外交官特権も得ているため日本政府は彼らに直接手を出すことができない。
エゲレス
ゲーム版の登場人物であるドリー達はこの国から来日した。超能力研究の分野では先進国の中でも遅れているとされる。
グルティナ共和国
ドラマCD第2弾に登場。カリブ海にある小国で軍事政権が統治している。パラシオス教授の研究を支援し、皆本と賢木の拉致に協力した。
E.S.F.A.T.E（エスフェイト）
対戦術超能力者攻撃班（ESpecial Force Against Tactical Esper）の略。超能力者に対抗するための特殊部隊の名前。陸自が保有しているが公式には存在しない扱いになっている。小説版のみ登場。

## 基礎用語

### ESP関連
超能力者（エスパー）
超能力を持つ人々。生まれた時から超能力を持つ先天的エスパーと、普通人が何らかの理由により超能力を発現させた後天的エスパーがいる。脳に超能力中枢があることは確認されているが、詳しい原理は現在まで説明されていない。脳機能がダメージを受けたり感情が制御できなかったりすると、暴走を引き起こしたり使用不能になる。能力については後述。
人間以外にも、実験で超能力を植えつけられた桃太郎や伊・九号のようなエスパー動物も存在し、フェザーや宇津美清司郎のように超能力者の思念が物に宿り、元能力者と同種の超能力を使用する例も見られる。
普通人（ノーマル）
超能力を持たない一般の人々のこと。世界社会の中枢はエスパーではなく普通人が運営している。様々な理由により、一時期エスパーを異質・毛嫌いする傾向が世界的に高まったため、バベルなどはエスパー擁護運動や差別を無くす運動を行っている。
現代ではリミッターの普及もあり両者は割と良好な関係を保っているが、「普通の人々」のような排斥団体も存在し、陰では未だエスパーを倦厭している人も多い。
ESPリミッター
超能力者が自ら装着している超能力を弱める機能を持った装置。普通人に疎外迫害されない様にという理由の他に、無意識の超能力使用による不慮の事故や暴走を抑え、超能力者を守る側面も持つ。形状はアクセサリー型が多い。しかし万全ではなく、超度を3弱めることが限度である。そのためチルドレンはこれを装着しても超度4までしか超度を弱められないが、数を持つことでほぼ0まで引き下げることは可能（兵部が実行）。また個人の念波に合わせて調整することで効率を10％程度上げられる。あくまで装着具の類であるため、ESP錠などの拘束型を除き、外してしまえば能力は回復するため、最終的に着用は個人の意思に任せられる。
チルドレン達が身に付けているESPリミッターは性質的には後述のESP錠に分類されており、皆本の指令をうけることでロックが外れ全能力が解禁される仕組みになっている（従来のリミッター同様、自分の意思で取り外しはできる）。後に他のESPの念波を一人に上乗せすることで出力を上げられるようパワーアップされた（ただし、パワーアップを受けた者は反動で少しの間超能力を使えない）。
ESP錠（ESPロック）
超能力者を拘束する場合などで使用する、超能力を阻害する手錠（通常の拘束具ではサイコキネシスやテレポート、ヒュプノで簡単に逃げられてしまう）。拘束具であるため鍵となる解除コードが個別に設定されており、外部からの接続解除は難しい。
ESPリミッター同様、ある程度以上の能力者を完全に止めることはできないが、外部電源を使用した強制遮断能力を有する物も存在する。
ECM
超能力対抗措置（Esp Counter Measure：イーエスピー カウンター メジャー）の略。人工的に強力なデジタル電波を発生させて超能力を無効化する装置。効果に比例して装置も巨大化するが、多数設置することで小型でも高威力を出せる。全方位型の他に指向性型もある。ECMの影響を回避する能力を持つ兵部には普通のECMは全く効かない。
中学生編では、皆本が対兵部専用のECMルームを作成したり、黒い幽霊も兵部用にチューンナップした強化型のECMの大量導入で対策するなどしており、大規模な設備が必要ではあるが、兵部もECMの効果に無敵とは言えなくなった。
ECM電子対抗手段(Electronic Counter Measures）をアレンジしたもの。
読みきり版では、エスパー能力を無効化してしまうエスパーである「アンチエスパー」が、ECMの代行となっていた。
ECCM
超能力対抗対抗措置（Esp Counter Counter Measure：イーエスピー カウンター カウンター メジャー）の略。「ECM中和装置」などと表記されることもある。ECM悪用対策に備えて開発された。ECM電波を相殺し超能力の妨害を解消する装置。皆本はチルドレンのリミッターに搭載していたが、エピソード『ギフト・オブ・チルドレン』以降の新型リミッターには搭載されていない。こちらも後に皆本の携帯電話に内蔵されるようになった。小型でも充分な能力を発揮するが電力消費が激しいため、バッテリータイプだと狭範囲かつ短時間しか使用することができないのが欠点。
読み切り版では、エスパー能力を無効化するアンチエスパーの能力を更に無効化する「アンチ・アンチ・エスパー」が、ECCMの代行となっており、水本（皆本）がこの能力者という設定だった。
レアメタル結晶
ザ・チルドレンのリミッターの心臓部などに使用されている物質で、ESP念波を記録、増幅する性質を持つ。トリプルブーストでの連携には不可欠。またエスパーの魂（残留思念）を宿すことがある。チルドレンの強制解放に使用されると、その結晶構造が変異することが確認されている。通常レアメタルという単語は希少金属全般を指すが、この作品内ではこの結晶のみを指すと思われる。
透視プロテクター
体表面の電位を乱すことで、透視されることや心を読まれることを妨害する小型の装置。ただし限度もあり、紫穂のような高超度エスパーが本気で読もうとした場合は防げない。
ESPキャンサー
「黒い幽霊」が人造エスパー研究の過程で開発した兵器。
エスパー刑務所
アニメ第8話によれば、正式名称はイーストエデン。犯罪を犯したエスパー達を収容する。島のありとあらゆる場所にECMがあり、全ての囚人にリミッターがつけられている。島への連絡はヘリポートだけ、入退場およびブロック移動の際には厳重なセキュリティチェックを行う。建物は耐ESP仕様で外壁はミサイルの直撃にも耐えられる。
変動確率
予知能力によって予知された未来を覆すことができる確率。超能力と同様に1-7の超度がある。その超度は未来の重さを表し、「変動確率超度7」の予知は「超度7」のエスパーにしか覆せない。

### 軍事・技術関連
光学迷彩服 / オプチカル・カムフラージュ・ジャケット
周囲の景色に合わせ自動的に自らの色彩を変化させ、透明に見せる迷彩服。気配まで消せるわけではないため、足音等でばれてしまうこともある。ヘルメットが外れたりすると機能は停止する。後者はアニメでの呼称。
ネオ・クリア・エネルギー
架空のエネルギーの1つ。日本では発電などで平和利用しているが、ネオ・クリア爆弾として大量破壊兵器にも転用が出来る。放射能を伴うが人体には無害。ニュースでは食べても安全というふれこみが流れた。ネーミングは「nu - clear（核）」から。
大日本帝国陸軍特務超能部隊
旧日本軍も超能力開発研究を行っており、超能力者のみから構成される特殊部隊が存在した。兵部京介・蕾見不二子ら複数の少年兵が所属しており、桃太郎などの動物実験も行われた。現在のB.A.B.E.L.の雛形となっている。

### 作中に登場するパロディ
可憐GUY's
男性キャラクター「皆本光一・兵部京介・賢木修二」の3人組のこと。劇中では呼称されることはないが、扉イラストや販促上ではこの3人がセットで扱われることが多く、その場合こう呼ばれる。中学生編OVAでは予告CMに「ザ・チルドレン編」と「可憐GUY's編」が作られ、挿入歌の歌い手も可憐GUY's表記になる等、女性キャラ3人のチルドレンと対になった位置づけとなっている。テレビアニメの3rdエンディング「Break+Your+Destiny」をこの3人（を演じている声優）が歌った時、椎名がオープニングを歌っている「可憐Girl's」からもじって名付けたのが定着した。劇中では皆本、賢木と兵部は友好関係にないが、可憐GUY'sでは仲間同士のように描かれることが多いのが特徴。スピンオフアニメ「THE UNLIMITED 兵部京介」絡みではアンディ・ヒノミヤも加わって4人組になる。
甲殻王者カニキング
劇中に登場するカードゲーム。『甲虫王者ムシキング』のパロディ。市販が決定したらしい。
魔法メイド少女ぜったい!チルチル
劇中に登場するテレビアニメ。元ネタは『もえたん』。主人公の名前はチルチル（声 - 浅野真澄）。第5期の制作が決定したらしい。
略称にすると『ぜっチル』となり、最新シリーズ作品では3人組の主人公チームによる物語となっている。
イターシャちゃん
声 - 浅野真澄
上記の劇中に登場するテレビアニメに登場した。
ラジオ番組『A&G 超RADIO SHOW〜アニスパ!〜』での浅野真澄の発言を元に、痛車をモデルとして作者が擬人化したキャラクター。
自らの作品用ではなく、アニスパのネタとして作者が描いたため、権利は浅野に譲ると著作権を譲ったので、使用に際しては浅野に対し許可を取っている。アニメでの使用に際し川口監督は先に浅野の許可を取った後に作者に連絡を取った。漫画での使用に際しても作者本人から浅野に対し許可を取っている。
モガちゃん
リカちゃんのパロディ。作者の代表作である『GS美神 極楽大作戦!!』でも登場。本作品では九具津隆の手作りのメイド人形。
その通りになるのです帳
正式名称はセレンディピティ・ノート。DEATH NOTEのパロディ（下線部参照）で、椎名自身もたびたび『ですノート』と呼んでいる。見た目は唯のノートだが、特殊な超能力を持つとある人物が一定期間以上肌に密着させつづけることで、その名の通り書いたことが現実になりやすくなる。ただし、起こり得る事であること、ノートそのものに有効期限がある（能力者が身に付けていた期間に比例する）などの制約もある。また作成のプロセスからして当然のことだが、体臭が移っているためにその匂いがする。
To LOVEる -とらぶる-
第190話に（本物。）の注釈付きでララのポスターが登場。更に21巻の巻末オマケ漫画でも登場している。

## 超能力について
物理法則をねじ曲げることが可能な力。質量・エネルギー保存の法則はもちろんのこと、空間も光の速度も超える。
「超感覚」と「念動力」の2通りに分けられる。またこの作品にはそれらの組み合わせなどによって複合能力と合成能力が存在する。合成能力主体のエスパーが多く、チルドレンのような純粋種の高超度エスパーは希少。訓練である程度能力を伸ばすことができ、負傷や極限状態に陥ることにより、通常では不可能な成長を遂げ、能力が強化・増加することがある。
エスパー達の力は人様々であり、世界的に超度（レベル）ごとに分類されている。これらは超能力の能力の度合いを計測器によって1から7の数字で表しており、数字が大きいほど能力が高くなる。分類は1996年以前の震度の基準をもじったものである。超度が上がるほどエスパーの数は少なくなり、最高度超度7は数えるほどしか存在しない。
- 超度1 - 静止している人や、特に超能力に敏感な人が感じる程度。
- 超度2 - 大勢の人が感じる。戸や障子が揺れる程度。
- 超度3 - 家屋が揺れ、電灯などのつり下げ物が大きく揺れる。
- 超度4 - 花びん等が倒れ、歩いている人にも感じられる。多くの人が驚いて外に飛び出す。
- 超度5 - 壁に割れ目が入り、墓石が倒れる。
- 超度6 - 家屋倒壊3%以下。地割れや山崩れが発生する。
- 超度7 - あらゆる物が破壊され、物が飛ぶ。

超度6を超えると計測不能になるために、超度7の中でも力の優劣は大きく分かれてくる。

### 超感覚
超感覚的知覚。ESP（Extra Sensory Perception）と表記されることも。霊感・テレパシー・第六感・予知・過去視など、通常見たり感じたり出来ないものを察知する能力。
接触感応能力（サイコメトリー）
体表面を接触させることにより、人間や物体から過去や現在の情報を読み取ることができる。読み取る内容は状況によって異なるため必ずしも万能ではない。道具などを触れば、その使い方も分かり完璧に使いこなせる。銃に触れれば弾丸の軌道も分かる。そして動きや考えを読み取ることで、近接格闘も有利に出来る。ただし同じ精神感応系超能力者や、自制心等精神的プロテクトの強い人には多少能力が効き辛い。
対象物体と体表面が間接的にでも接触していれば能力の対象になる。衣服越しでも「人物」を対象に、壁などを挟んでもその室内などを対象に能力を使える。また、風など実体のない物も対象になる。
透視能力（クレヤボヤンス）
物影を見通す能力。ポケットの中身から心臓などの臓器まで、前方以外の360度も透視、視認できる。
遠隔透視能力（リモートネスクレヤボヤンス）
透視能力（クレヤボヤンス）よりもさらに遠くの物影を見通す能力。力が強ければ数百キロ範囲でも見通すことが可能。
予知能力（プレコグ）
未来を予知する能力。比較的数の多いESPだが、高い超度が出にくい能力でもある。そのためバベルでは数十人の予知能力者の予知を統合し、ひとつの予知として扱う特殊な機械を使い、予知の精度を高めている。
精神感応能力（テレパシー）
他人の思考を読んだり自分の思考を相手に送ったりする能力。思考だけでなく、他人の視覚イメージを他者に送ることも出来る。他者同士の思考を中継することで、意思伝達の手間を大幅に省ける。高レベルのテレパスの中には、他人の超能力を一時的、または半永久的に自分の物として操ることのできる者も存在する。
催眠能力（ヒュプノ）
テレパシーで他人の脳の化学物質をイメージどおりに変化させ、暗示をかける能力。相手の望まない暗示やイメージを与えようとすると、強力な念力が必要な上短時間しか効果が持続しない。そのため、長期に渡って効果を持続させようとする時には相手の思考を自分の考えに誘導しようとする。
変身能力や幻覚、幻惑能力もヒュプノに分類される。強いものになると視覚だけでなく、痛覚などの身体的感覚も相手の精神に与えることができるため、殺すことも可能。

### 念動力
PK（Psycho Kinesis）と表記されることも。精神の力で物を動かしたり状態を変化させたり外の世界に働きかける能力を広い意味でそう呼ぶ。
念動能力（サイコキネシス）
念動力の代表。精神の力で物を動かし、超度が上がるほど重いものを動かしたり、細かいコントロールができるようになるが、不安定さも増すため、常に暴走の危険がある。超度6あたりで自分の体を持ち上げて飛ぶこともできるようになるが、かなりの才能と特訓が必要。衝撃波による攻撃や身体能力の強化など戦闘の第一線で活躍する能力。人によっては物を燃やしたり凍らせたりもできる。又、波形を電気的な物（電磁波など）にも変換できるようだ。低レベルであっても心臓を止めるなどして害を加えられるため、兵部やバレットなど、人によっては念動能力を殺しの道具に使っている。
火炎発火能力（パイロキネシス）
発火能力。熱風を操る。

### 複合能力
1人のエスパーがいくつかの能力を併せ持っている状態。組み合わせて使えるため応用範囲は広いが、多くの場合個々の能力の超度は低く、兵部京介や蕾見不二子のような高レベルの複合能力者はまれ。賢木修二のように単能力と合成能力を併せ持つタイプもいる。

### 合成能力
複合能力の変形で、複数の能力が組み合わさって全く新しい1つの能力のように発動した能力。能力の種類は多種多様だが、多くの場合、本人はその形でしか能力を発動できない。どんな特殊な能力もESPとPKの組み合わせとなっている。
瞬間移動能力（テレポーテーション）
合成能力の代表。基本的にはPKだが、移動先の空間を無意識に感じ取ったりするので厳密には合成能力になる。一瞬で物体を別の場所に転送できる、超度が一定以上でないと発動させることが難しい高度な超能力。そのため、超度が低いと光の屈折率を変える程度しかできない。超度が高くなればヘリコプター程度の質量も瞬間移動させられる。移動の距離・回数・質量は互いに反比例する。非公式ながら葵はそのすべてにおいて世界記録を保持している。三次元空間を直に感知しそれを操る能力のため、もっとも進化したエスパーと呼ばれている。超度が高いほど空間を把握する感覚も鋭くなる。その場で小刻みにテレポートし続けることで、念動能力者がいなくても単独で宙に浮き続けることができる。
発動に一瞬の間がある・近い念波で干渉されると能力が発動しない・雨や埃など空気中に不純物が多い所では能力が制限される・目線や空間の歪みの察知などで出現場所が読まれることがある・空間コントロールの最中に電撃などをくらうと暴走するなどの弱点がある。暴走、失敗すると様々な物が降ってくる「石降り現象」を起こしたり、意図しない場所にテレポートしたり、実体化できなくなったりする為、危険が高い。発動形質には念動能力同様バリエーションがあり、物質透過や部分的な移動なども出来る。また、何種類かの原理があるようで、この作品でもいくつか挙げられている。作者曰く、「テレポーテーションに、何種類かの原理があるというアイディアは、『ぼくの地球を守って』から」らしい。
生体コントロール能力（テロメア）
念動能力の変形発動タイプ。自分や他人の血流を制御したり、臓器の働きを補助するなど、生命活動をコントロールする能力で、対象は｢生体」に限られる。他人に対しては触れている必要もある模様。怪我や病気の治療に使える他、心臓を止めたりもできるため、攻撃にも転用できると思われる。
兵部や不二子ほど洗練した超能力を持つ者であれば、全身の細胞内のテロメアに生体コントロールで干渉し、老化を止めて若いままの肉体で活動することも可能となる。身体機能が衰えなくなるため、ピーク時の身体能力と老練した超能力技術を同時に発揮できるようになるが、アンチエイジングの持続は超能力中枢に過剰な負担をかけるため、兵部のようにイリーガルな能力者でない限り持続は極めて難しく、超能力中枢がオーバーヒートして5分と経たずに全身の細胞が崩壊するリスクを内包しており、不死になるというわけではない。
他にもザ・ハウンドの「メタモルフォシス（動物への変身）」「リプレイス（他の生物への憑依）」、真木司郎の「炭素精製」等多数の能力と合成能力者が登場している。

## メディアミックス

### アニメ
テレビアニメ『絶対可憐チルドレン』
2008年4月から2009年3月までテレビ東京系にて放送された。原作における小学生編をアニメ化している。『MÄR-メルヘヴン-』、『ハヤテのごとく!』と『週刊少年サンデー』原作のアニメが続く日曜朝10時枠での放送となった。椎名高志原作の漫画作品でテレビアニメ化されるのは、『GS美神』（ABC・東映動画（現：東映アニメーション）制作、テレビ朝日系）以来2作目、14年ぶり（コマーシャル等を除く）のアニメ化となった。
OVA『絶対可憐チルドレンOVA 「愛多憎生! 奪われた未来?」』
2010年7月16日発売。「黒い幽霊」に洗脳された皆本と中学生になったチルドレンが敵対するという、原作とは異なる完全オリジナルストーリーで製作された。2010年4月16日発売のコミックス第21巻DVD付限定版には予告編が収録。作者の椎名も中学教師役として出演している。ケータイサイトのアナザーセンスでもスピンオフを配信。
テレビアニメ『THE UNLIMITED 兵部京介』
2013年1月から3月までテレビ東京系で放送された。兵部京介を主人公としたスピンオフ作品で、完全オリジナルストーリーとして制作される。

#### ラジオ
2008年6月25日から2009年3月25日まで隔週水曜日にアニメイトTVで配信されたテレビアニメとの連動番組。パーソナリティは白石涼子、戸松遥、小杉十郎太の3人。

### 小説
『絶対可憐チルドレン・THE NOVELS 〜B.A.B.E.L.崩壊〜』 のタイトルで、小学館のガガガ文庫より2008年5月20日に発売。執筆は三雲岳斗が担当。
ノベライズ版のオリジナルストーリー。

### ドラマCD
2008年9月から2009年3月にかけて3作のドラマCDが発売されている。この他、単行本26巻の特別版としてオリジナルのドラマCD付きのものが発売されている。
- 絶対可憐チルドレン ドラマCD EPS.1st〜和気藹々! 愛と平和が地球を救う!〜（2008年9月25日、GNCA-1171）
- 絶対可憐チルドレン ドラマCD EPS.2nd〜波濤万里!カリブの熱き風〜（2008年12月26日、GNCA-1172）
- 絶対可憐チルドレン ドラマCD EPS.3rd〜一意奮闘!蕾見ばーちゃんの絶対love×love教室〜（2009年3月25日、GNCA-1173）

### ゲーム
本作を表題としたゲームは、いずれもアニメをベースとしている。
絶対可憐チルドレンTCG
カードゲーム。
絶対可憐チルドレンDS 第4のチルドレン
ニンテンドーDS専用のゲームソフト。コナミデジタルエンタテインメントより2008年9月4日に発売。公式サイトによれば、ジャンルは「育成シミュレーションRPG」。
絶対可憐チルドレン アナザーセンス
公式携帯サイトで配信されているアドベンチャーノベルゲーム。テレビアニメの脚本家を担当した猪爪慎一による書き下ろしシナリオ。設定は中学生編に準拠している。公式携帯サイトでは他にflashのミニゲームコーナーも配信。（公式携帯サイトはB.A.B.E.LとP.A.N.D.R.A陣営に分かれ、プレイするとチーム得点が入り閲覧者が参加する要素を備えていた。絶チルガチャも設置されていたがコンプリートガチャ廃止に伴い2012年5月終了。他の待ち受け・着ボイスなどのサービスは継続していた。）
絶対可憐チルドレン 難攻不落!? 研究室脱出大作戦
日テレ×GAMEを中心にて各モバイルゲームサイトより配信されたゲームの第1弾・脱出ゲーム。現在はサービス終了。OVAの発売に合わせた中学生編のゲーム。
絶対可憐チルドレン エスパー育成プログラム
日テレ×GAMEを中心にて各モバイルゲームサイトより配信されたゲームの第2弾・アクションゲーム。こちらも現在はサービス終了。OVAの発売に合わせた中学生編のゲーム。
この他、『週刊少年サンデー』と『週刊少年マガジン』の50周年連動企画関連のゲームに登場しており、こちらは原作をベースとしている。カードゲーム以外はコナミデジタルエンタテインメントから発売。
- サンデーVSマガジンTCG（カードゲーム、ブシロード）
- サンデー×マガジン 熱闘!ドリームナイン（ニンテンドーDS用）
- サンデーVSマガジン 集結!頂上大決戦（PlayStation Portable用）
- サンデー&マガジン WHITE COMIC（ニンテンドーDS用）

戦国大戦 - 1570 魔王 上洛す-
セガからリリースされているアーケードゲーム。椎名がイラストレーターとして参加しており、本作のキャラをモデルにした、茶々（モデル：明石薫）、初（モデル：野上葵）、江（モデル：三宮紫穂）が登場した。茶々（薫）の声はテレビアニメ版同様に平野綾が担当したが、初（葵）と江（紫穂）の声は土谷麻貴が担当している。

## 書誌情報

### 単行本
- 椎名高志『絶対可憐チルドレン』小学館〈少年サンデーコミックス〉、全63巻
  1. 2005年11月15日発行（2005年10月18日発売[小 1]）、ISBN 4-09-127371-8
  2. 2005年11月15日発行（2005年10月18日発売[小 2]）、ISBN 4-09-127372-6
  3. 2006年2月15日発行（2006年1月14日発売[小 3]）、ISBN 4-09-120028-1
  4. 2006年4月15日発行（2006年3月17日発売[小 4]）、ISBN 4-09-120127-X
  5. 2006年7月15日発行（2006年6月16日発売[小 5]）、ISBN 4-09-120415-5
  6. 2006年10月15日発行（2006年9月15日発売[小 6]）、ISBN 4-09-120578-X
  7. 2007年1月15日発行（2006年12月16日発売[小 7]）、ISBN 4-09-120708-1
  8. 2007年3月15日発行（2007年2月16日発売[小 8]）、ISBN 978-4-09-121010-4
  9. 2007年5月23日発行（2007年5月18日発売[小 9]）、ISBN 978-4-09-121068-5
  10. 2007年8月15日発行（2007年8月10日発売[小 10]）、ISBN 978-4-09-121167-5
  11. 2007年11月21日発行（2007年11月16日発売[小 11]）、ISBN 978-4-09-121215-3
  12. 2008年3月23日発行（2008年3月18日発売[小 12]）、ISBN 978-4-09-121302-0
  13. 2008年6月23日発行（2008年6月18日発売[小 13]）、ISBN 978-4-09-121397-6
    - DVDつき特別限定版 ISBN 978-4-09-159060-2

  14. 2008年9月23日発行（2008年9月18日発売[小 14]）、ISBN 978-4-09-121465-2
  15. 2008年12月23日発行（2008年12月18日発売[小 15]）、ISBN 978-4-09-121515-4
  16. 2009年3月23日発行（2009年3月18日発売[小 16]）、ISBN 978-4-09-121598-7
  17. 2009年7月22日発行（2009年7月17日発売[小 17]）、ISBN 978-4-09-122007-3
  18. 2009年9月22日発行（2009年9月17日発売[小 18]）、ISBN 978-4-09-121745-5
  19. 2009年12月23日発行（2009年12月18日発売[小 19]）、ISBN 978-4-09-122028-8
  20. 2010年2月23日発行（2010年2月18日発売[小 20]）、ISBN 978-4-09-122148-3
  21. 2010年4月21日発行（2010年4月16日発売[小 21]）、ISBN 978-4-09-122258-9
    - 予告編DVDつき特別限定版 ISBN 978-4-09-159075-6

  22. 2010年7月21日発行（2010年7月16日発売[小 22]）、ISBN 978-4-09-122419-4
    - 小冊子付き特別限定版 ISBN 978-4-09-159081-7

  23. 2010年10月23日発行（2010年10月18日発売[小 23]）、ISBN 978-4-09-122625-9
  24. 2010年12月22日発行（2010年12月17日発売[小 24]）、ISBN 978-4-09-122719-5
  25. 2011年2月23日発行（2011年2月18日発売[小 25]）、ISBN 978-4-09-122782-9
    - スクールカレンダー付限定版 ISBN 978-4-09-159091-6

  26. 2011年6月22日発行（2011年6月17日発売[小 26]）、ISBN 978-4-09-122872-7
    - ドラマCD付き特別版 ISBN 978-4-09-941709-3

  27. 2011年9月21日発行（2011年9月16日発売[小 27]）、ISBN 978-4-09-123238-0
  28. 2011年12月21日発行（2011年12月16日発売[小 28]）、ISBN 978-4-09-123430-8
    - 兵部京介カラフルストラップつき限定版 ISBN 978-4-09-159099-2

  29. 2012年1月23日発行（2012年1月18日発売[小 29]）、ISBN 978-4-09-123516-9
    - 明石薫カラフルストラップつき限定版 ISBN 978-4-09-159109-8

  30. 2012年5月18日発売[小 30]、ISBN 978-4-09-123665-4
    - さぷりめんとスペシャルVol.2つき限定版 ISBN 978-4-09-159120-3

  31. 2012年8月17日発売[小 31]、ISBN 978-4-09-123793-4
    - 豪華ミニクリアファイルつき限定版!! ISBN 978-4-09-159128-9

  32. 2012年12月18日発売[小 32]、ISBN 978-4-09-124034-7
    - ラバーストラップ3体つき限定版! ISBN 978-4-09-159135-7

  33. 2013年1月18日発売[小 33]、ISBN 978-4-09-124167-2
    - ラバーストラップつき限定版! ISBN 978-4-09-159138-8

  34. 2013年4月18日発売[小 34]、ISBN 978-4-09-124204-4
    - ドラマCD付き限定版! ISBN 978-4-09-941813-7

  35. 2013年8月16日発売[小 35]、ISBN 978-4-09-124366-9
    - 特製クリアファイルつき特別版! ISBN 978-4-09-159160-9

  36. 2013年10月18日発売[小 36]、ISBN 978-4-09-124457-4
    - マグネットシート付き限定版 ISBN 978-4-09-159161-6

  37. 2014年1月17日発売[小 37]、ISBN 978-4-09-124553-3
    - クリアしおり付き限定版 ISBN 978-4-09-159180-7

  38. 2014年4月18日発売[小 38]、ISBN 978-4-09-124647-9
    - ポストカードBOOKつき特別版 ISBN 978-4-09-159164-7

  39. 2014年7月18日発売[小 39]、ISBN 978-4-09-124676-9
    - さぷりめんと別冊つき特別版 ISBN 978-4-09-159197-5

  40. 2014年12月18日発売[小 40]、ISBN 978-4-09-125414-6
    - ミニクリアファイル付き特別版 ISBN 978-4-09-159200-2

  41. 2015年3月18日発売[小 41]、ISBN 978-4-09-125796-3
    - 週めくりスクールカレンダーつき特別版 ISBN 978-4-09-159205-7

  42. 2015年7月17日発売[小 42]、ISBN 978-4-09-125858-8
    - 10周年記念キャラBOOK付き特別版 ISBN 978-4-09-159210-1

  43. 2015年9月18日発売[小 43]、ISBN 978-4-09-126227-1
    - ミニクリアファイル付き限定版 ISBN 978-4-09-159219-4

  44. 2016年1月18日発売[小 44]、ISBN 978-4-09-126497-8
    - 缶バッジ付き限定版 ISBN 978-4-09-159224-8

  45. 2016年4月18日発売[小 45]、ISBN 978-4-09-127093-1
    - 缶バッジ付き限定版 ISBN 978-4-09-159225-5

  46. 2016年8月18日発売[小 46]、ISBN 978-4-09-127329-1
    - ふせんセット付き限定版 ISBN 978-4-09-159237-8

  47. 2016年12月16日発売[小 47]、ISBN 978-4-09-127429-8
    - ノート付き限定版 ISBN 978-4-09-159239-2

  48. 2017年3月17日発売[小 48]、ISBN 978-4-09-127510-3
  49. 2017年8月18日発売[小 49]、 ISBN 978-4-09-127576-9
  50. 2017年12月18日発売[小 50]、 ISBN 978-4-09-127880-7
    - 万年カレンダー付き限定版 ISBN 978-4-09-159248-4

  51. 2018年4月18日発売[小 51]、 ISBN 978-4-09-128228-6
  52. 2018年8月17日発売[小 52]、 ISBN 978-4-09-128348-1
  53. 2019年1月18日発売[小 53]、 ISBN 978-4-09-128780-9
  54. 2019年4月18日発売[小 54]、 ISBN 978-4-09-128808-0
  55. 2019年8月16日発売[小 55]、 ISBN 978-4-09-129176-9
  56. 2019年12月18日発売[小 56]、 ISBN 978-4-09-129453-1
  57. 2020年3月18日発売[小 57]、 ISBN 978-4-09-129566-8
  58. 2020年6月18日発売[小 58]、 ISBN 978-4-09-850082-6
  59. 2020年9月18日発売[小 59]、 ISBN 978-4-09-850184-7
  60. 2021年1月18日発売[小 60]、 ISBN 978-4-09-850289-9
  61. 2021年4月16日発売[小 61]、 ISBN 978-4-09-850519-7
  62. 2021年7月16日発売[小 62]、 ISBN 978-4-09-850631-6
  63. 2021年9月17日発売[小 63]、 ISBN 978-4-09-850646-0

### 関連書籍
- 椎名高志『絶対可憐チルドレン《解禁》ガイドブック+椎名高志ワークス』 小学館〈少年サンデーコミックススペシャル〉、2008年4月23日発行（2008年4月18日発売[小 64]）、ISBN 978-4-09-121330-3
- 三雲岳斗 / 椎名高志『絶対可憐チルドレン・THE NOVELS〜B.A.B.E.L.崩壊〜』小学館〈ガガガ文庫〉2008年5月25日発行（2008年5月20日発売[16]）、ISBN 978-4-09-451069-0